# Will Sanders
Will Sanders es un trompista holandés nacido en Venlo (Holanda) en 1965. 
Cursó en Maastricht su formación musical, que finalizó en 1988 con distinción. En 1985, mientras aún estudiaba, fue miembro de la Joven Orquesta Europea, dirigida por Claudio Abbado. Un año más tarde se incorporó como trompa solista suplente en la Orquesta del Teatro Nacional de Mannheim (Alemania) y en 1988 ingresó como trompa solista en la Orquesta Sinfónica de la Südwestfunks Baden Baden (Alemania). En 1990 se unió con el mismo puesto a la Orquesta Sinfónica de la Radio Bávara. Durante el periodo 1992-1997 fue trompa solista en el Festival de Bayreuth.
Will Sanders ha colaborado hasta el momento con los más destacados directores de nuestro tiempo, así como con las principales orquestas de Alemania, y ha sido músico invitado en la Orquesta Filarmónica de Viena. Además de su trabajo orquestal, ha realizado CD y grabaciones para radio y televisión y es habitual como solista de ámbito internacional. Miembro de diversas formaciones de música de cámara, como German Brass, Linos Ensemble, Mullova Ensemble y el Wind Art Ensemble. Ha impartido cursos y dirigido talleres internacionales de trompa en Estados Unidos, Japón, Corea, Australia, Italia, España, Holanda, Suiza y Brasil entre otros. Desde 1995 da clases de trompa en el Conservatorio de Maastricht (Holanda). En el año 2000 fue nombrado también catedrático de trompa en la universidad Hoschschule für Musik Karlsruhe (Alemania).
- Datos: Q325610